# 希特勒的畫作

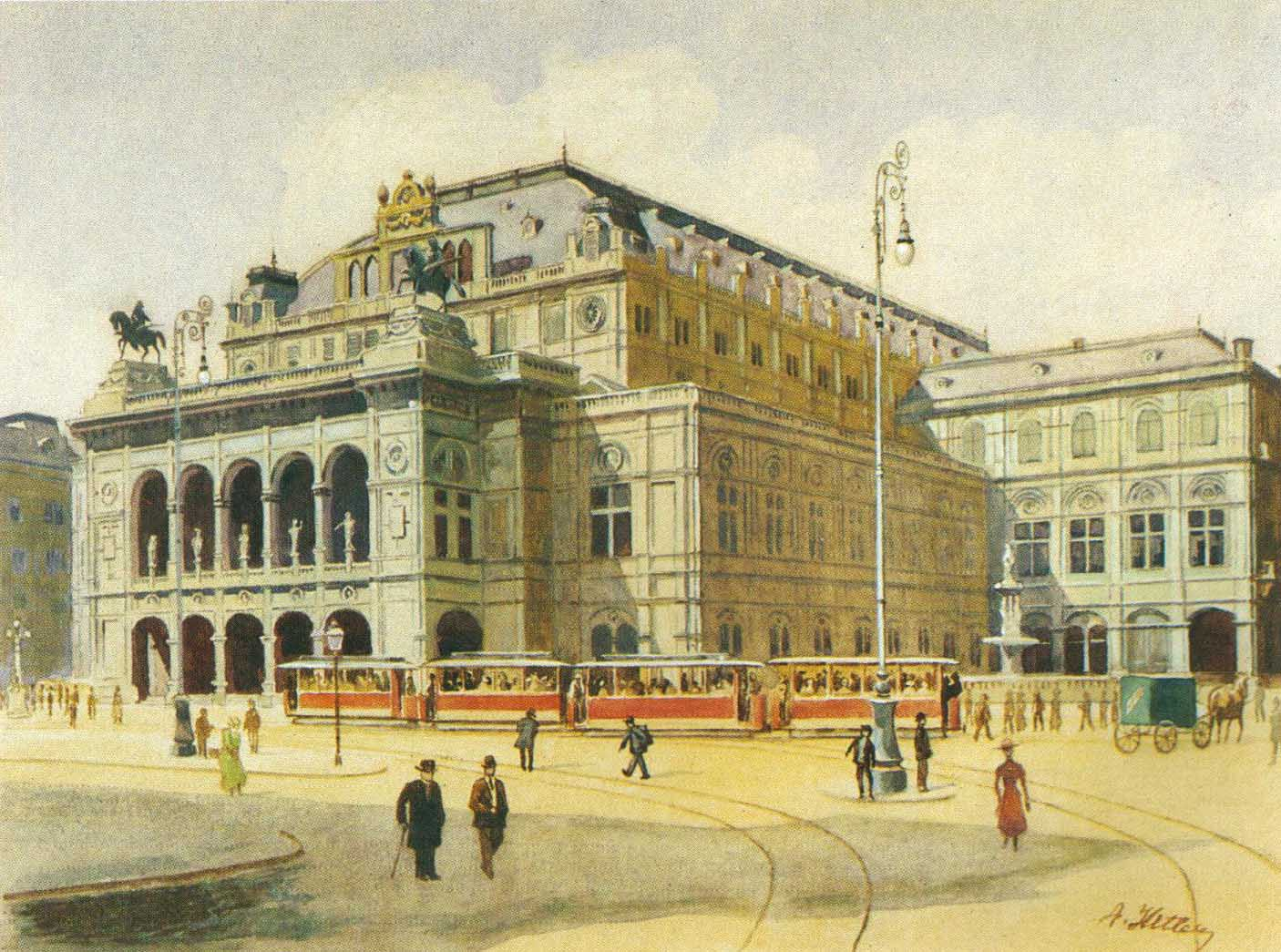
维也纳国立歌剧院1912年

希特勒在发动二战之前曾是一位畫家，對藝術深感興趣，其作品數量過百，於1908年至1913年期間在維也納亦是靠售賣其畫作維生，當時購入他畫作的買家以猶太人為主，但他的畫家生涯並不成功。在第二次世界大戰結束後，部份畫作在拍賣會上以幾萬美金的價格拍賣，而部份則被美國軍隊檢獲，為美國政府所擁有。

## 藝術志向

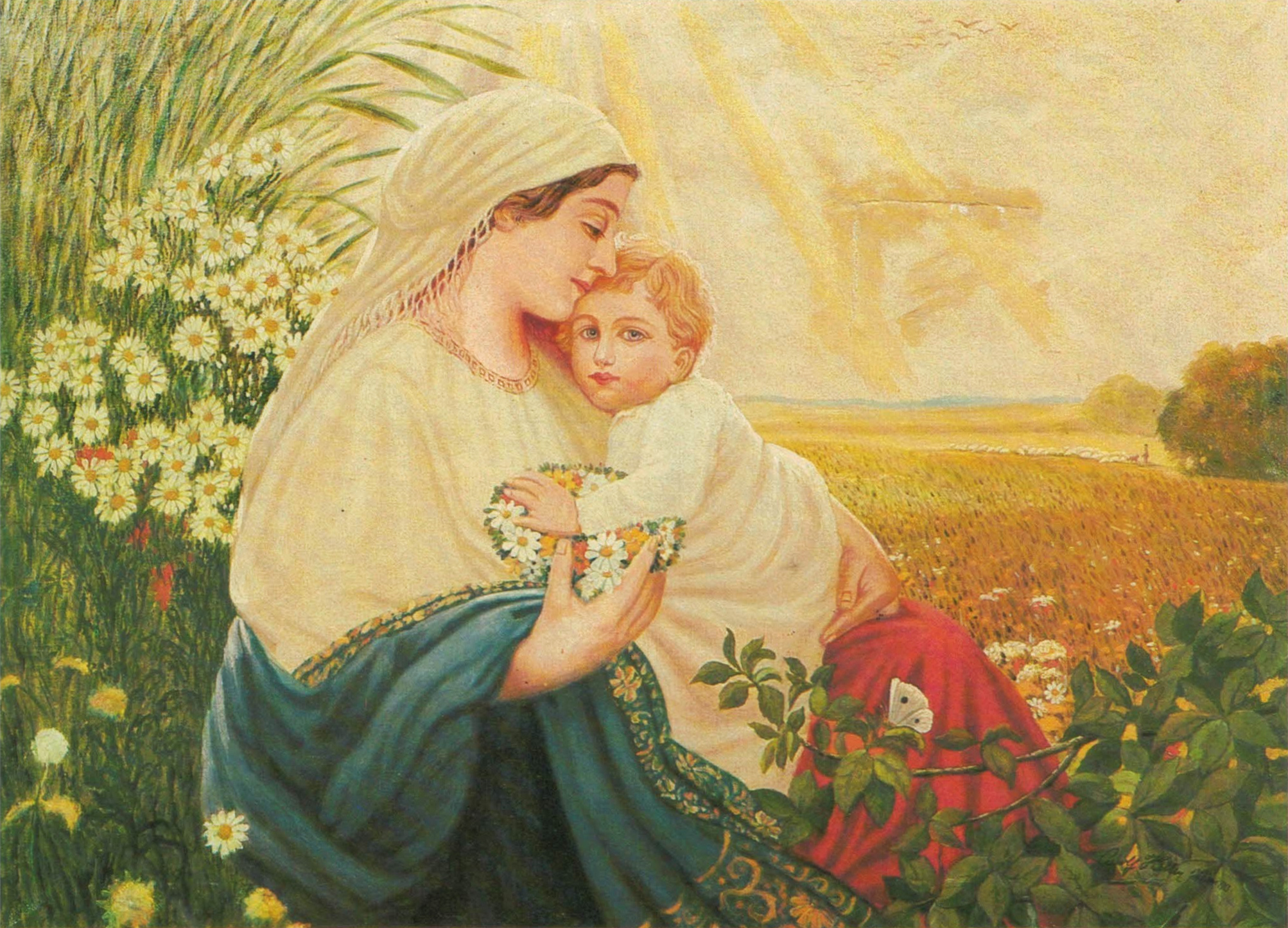
《圣母与耶稣基督》，希特勒于1913年绘制

在其自傳《我的奋斗》中，希特勒指出自己在年輕時希望成為一個畫家，但其願望因他在维也纳美术学院入學試不合格而落空。學院分別於1907及1908年拒絕讓希特勒入讀，而理由就是希特勒在建築學方面比繪畫方面更有天份。學院其中一個教員認為他有天份，因此建議他申請入讀建築學院，但他需要重讀高中建築學系以獲取基本資格入讀建築學院，因此希特勒決定放棄入讀建築學院。
之後，當希特勒開始其繪製明信片的工作時，他便開始經常光顧慕尼黑中的藝術家咖啡館，並希望咖啡館中的藝術家能夠給予他成為畫家的機會。
1939年8月，希特勒告訴英國大使內維爾·韓德森：「我是一個藝術家，而不是一個政治家。一旦波蘭問題解決，我想作為一個藝術家度過餘生」，然而希特勒至死也未能達成此願望。

## 維也納時期
1908年至1913年期間，希特勒在維也納靠著繪製明信片與繪畫建築物維生。他於1910年繪畫了其首幅自畫像，而士官長威利·麥肯納於1945年在德國埃森發現這幅自畫像與12幅希特勒畫作。
奧地利商人萨穆埃尔·莫根施特恩於這時購入了很多希特勒畫作，摩根斯坦指出希特勒於1911年或1912年首次與他接觸，當時希特勒來到摩根斯坦的玻璃商店，並向他發售三幅畫作。包括摩根斯坦在內，大部份希特勒畫作買家皆為猶太人，其中的一名律師約瑟夫·法因戈爾德（Dr. Joseph Feingold）更買入了希特勒一系列畫作。

## 第一次世界大戰

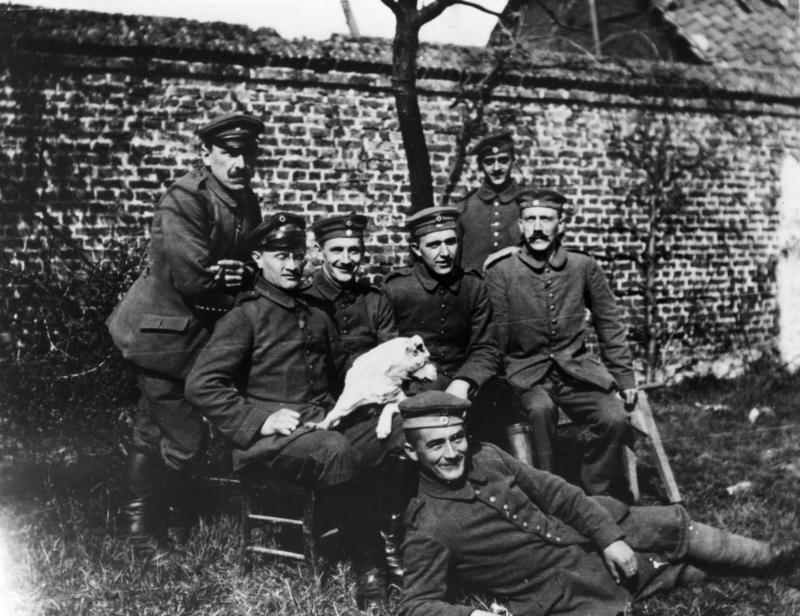
第一次世界大戰時的希特勒（最右）

當希特勒於1914年在奧地利軍隊中服役。服役期間，他通常會利用空閒時間繪畫，是他踏入政壇前的最後一批畫作，主要繪畫農民房子、修整站等。這些畫作與維也納時期的畫作形成強烈對比。

## 評價
根據新聞周刊《生活》指出，希特勒的作品數量過百，他的畫作主要圍繞荒地、建築物和農舍。在第二次世界大戰期間，希特勒則用水彩繪畫被戰爭破壞過的建築物。
美國記者兼作家約翰·岡瑟在觀察希特拉交給維也納美術學院的畫作後認為希特勒的繪畫技法平庸無奇，例如希特勒畫作多著重於建築整體素描，完全缺乏藝術質感的色彩、動態描繪以及背後含意，因此不被學院取錄亦是無可厚非。
文化史學家弗雷德里克·斯波茨在不知道作者的情況下看希特勒的畫作，亦和岡瑟抱持共同的觀點，同時指出希特勒的畫作當中相對欠缺人物的繪畫，顯示他對人像繪畫的缺乏興趣。

## 拍賣
在第二次世界大戰結束時，許多希特勒的畫作皆被美國軍隊查獲，它們被帶到美國，並由美國政府管有，然而美國政府拒絕公開展示這些畫作。而剩下的畫作則為私人擁有。2000年代，有些人開始拍賣希特勒的畫作。2009年，什罗普郡的拍賣行Mullock's以120,000美金的價格售出了15幅希特勒畫作，而另一間拍賣行Ludlow's 則以100,000歐元的價格售出了13幅希特勒畫作。於2012年，斯洛伐克的一間拍賣行以42,300美金的價格售出了一幅希特勒畫作。

## 圖片

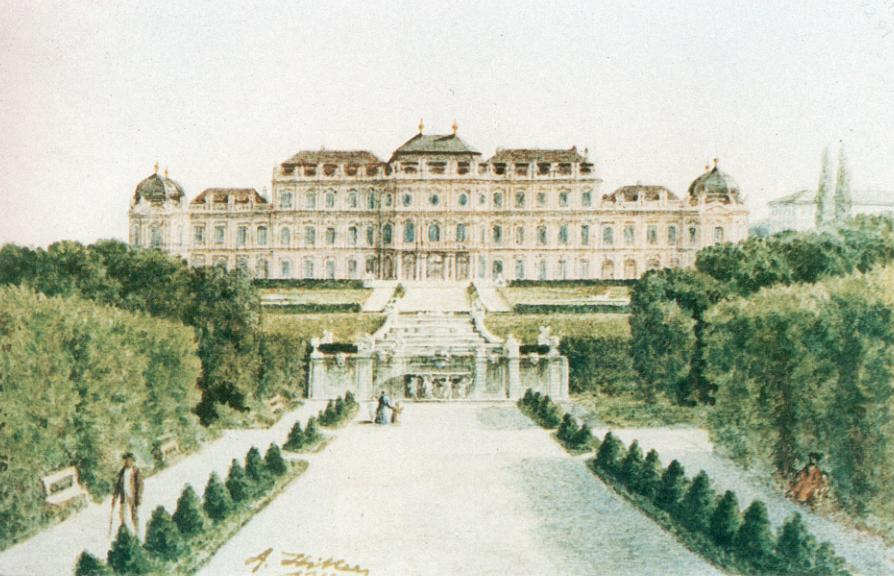
貝爾維尤宮
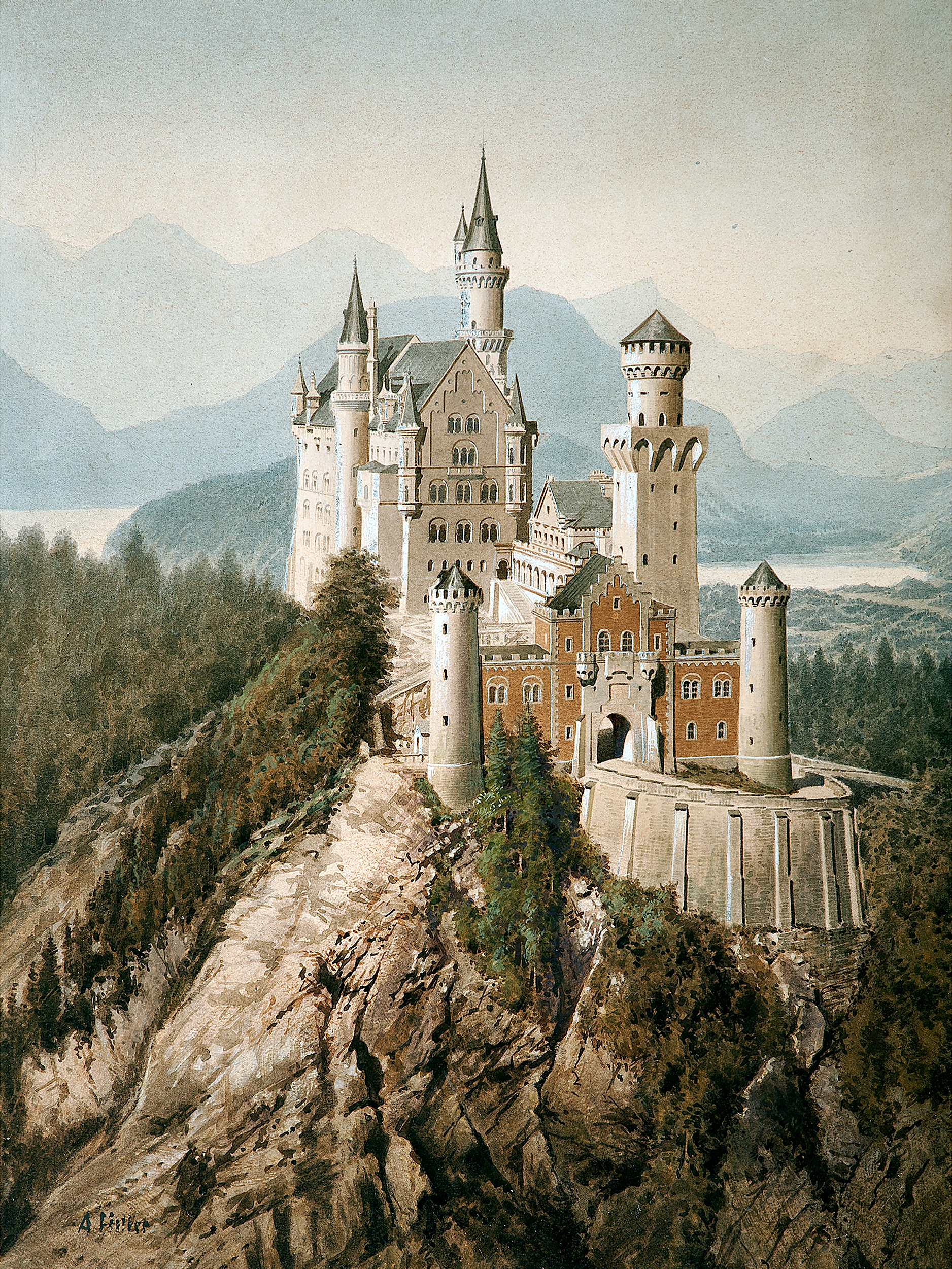
新天鹅城堡
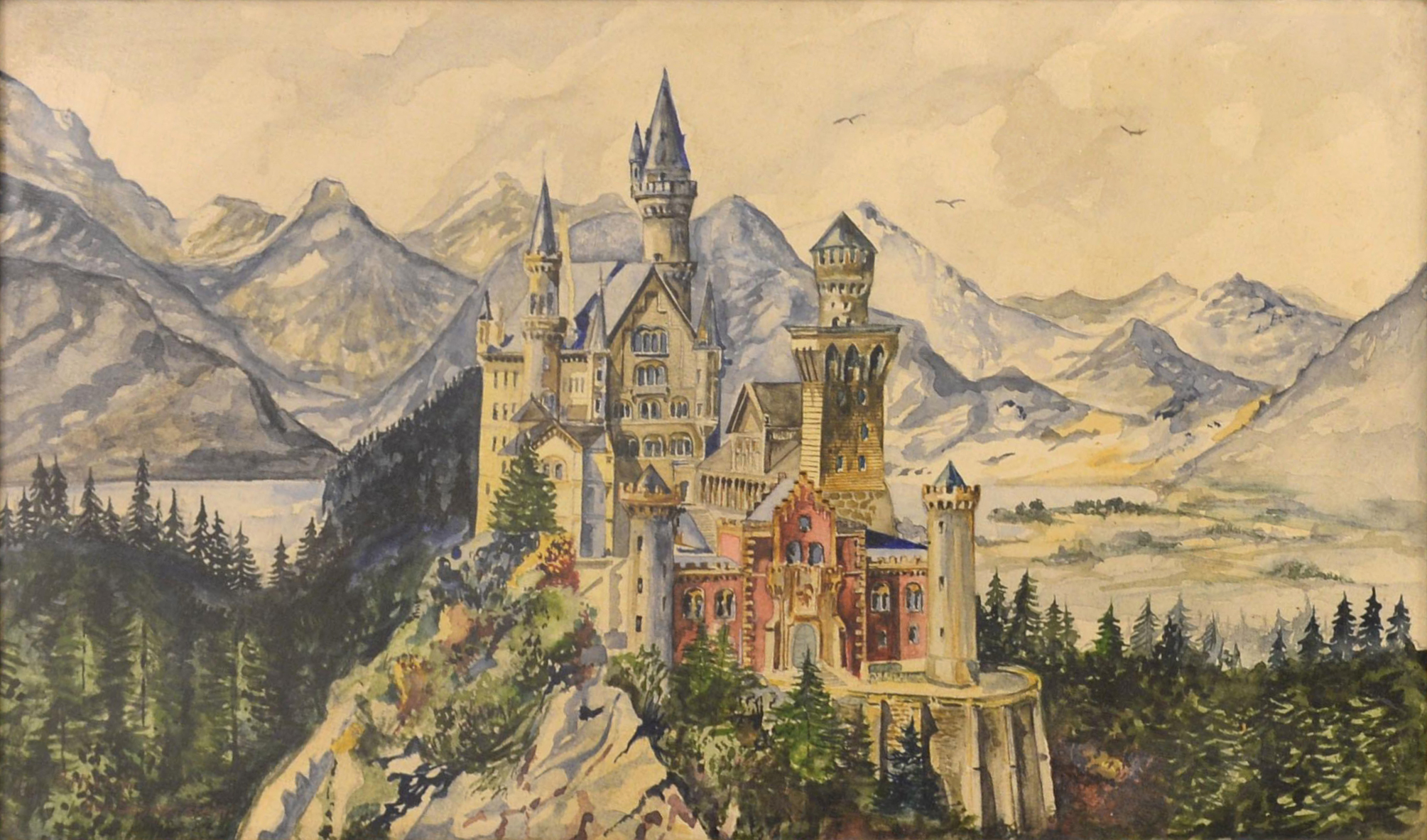
新天鹅城堡 (另一版本)
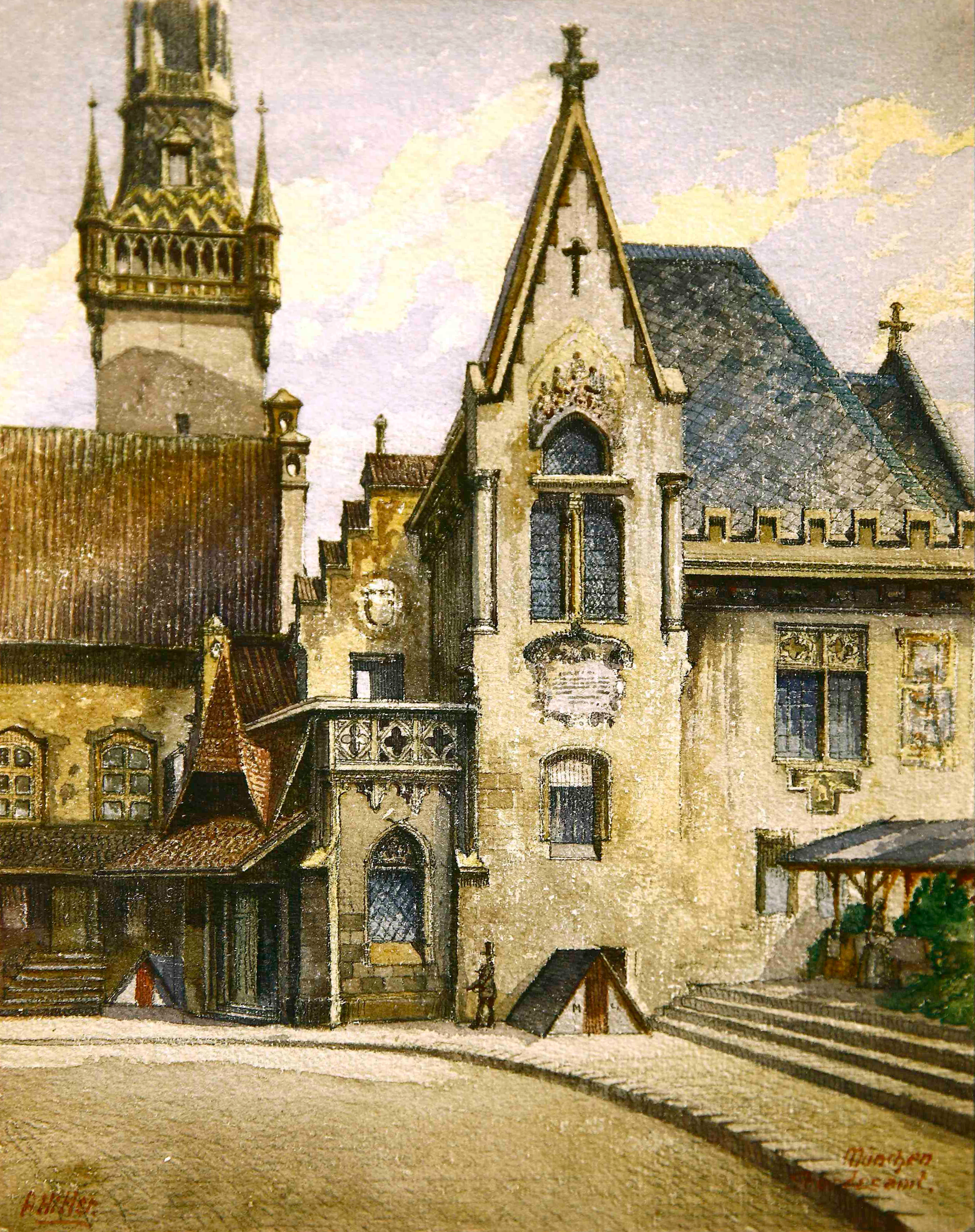
慕尼黑市政厅
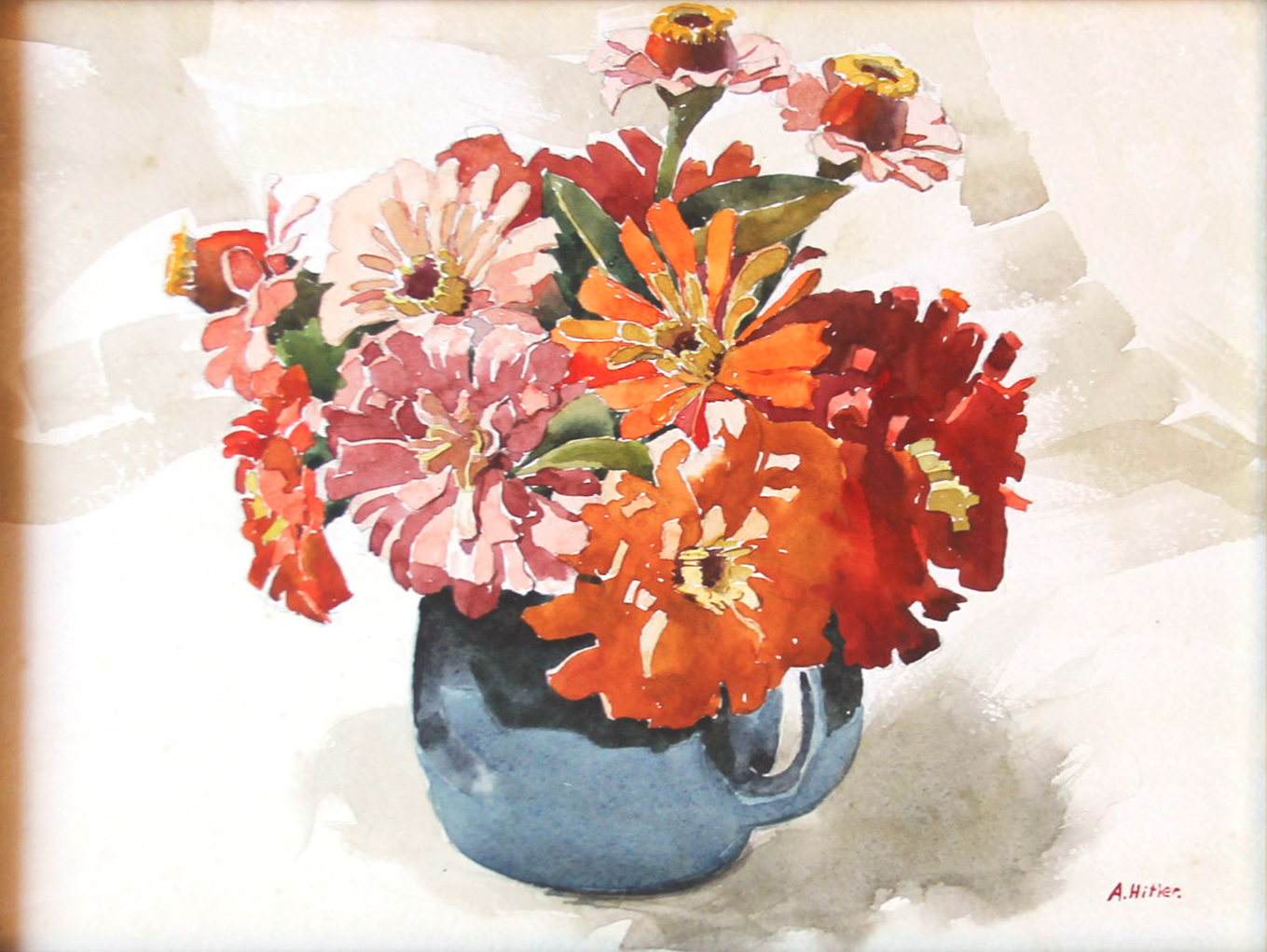
Blue jug with flowers
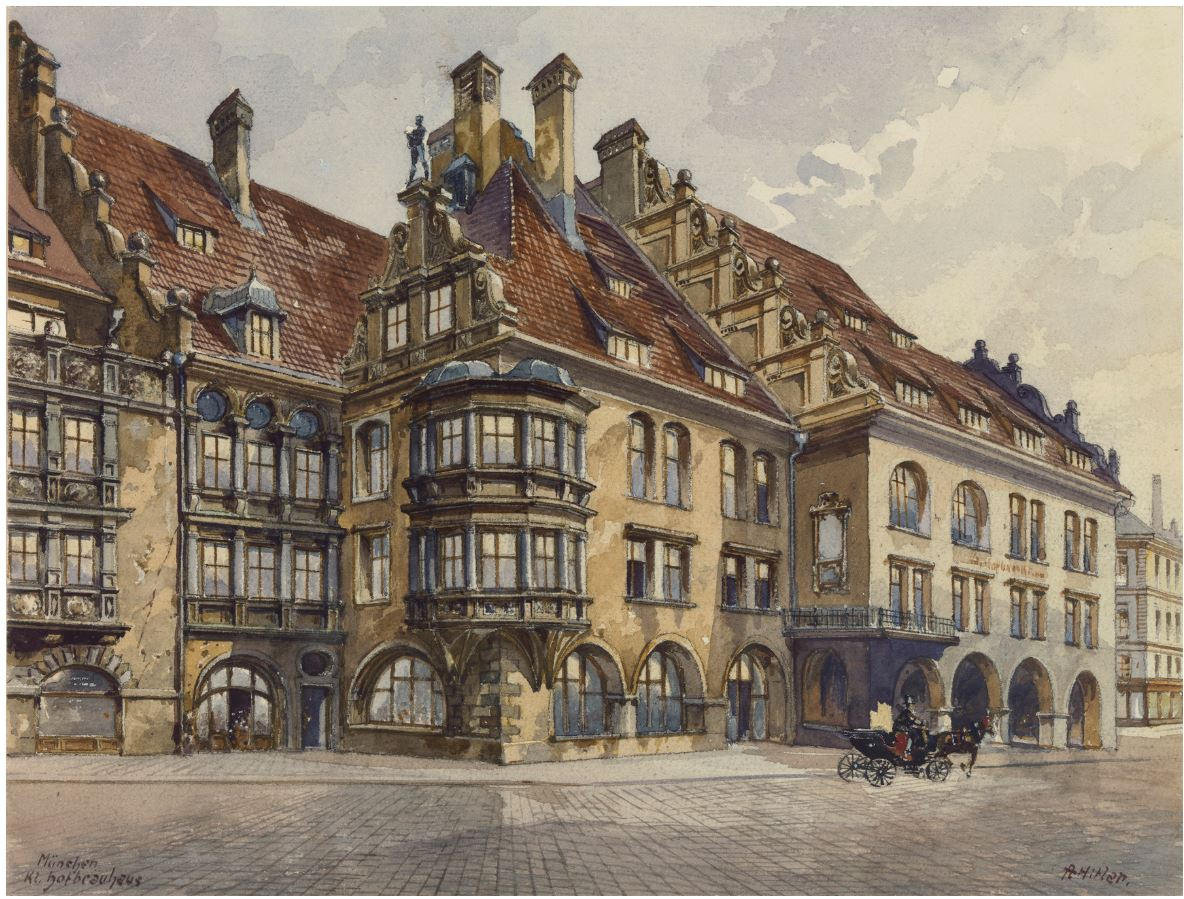
慕尼黑宫廷啤酒屋, 约1913年5月 – 1914年8月
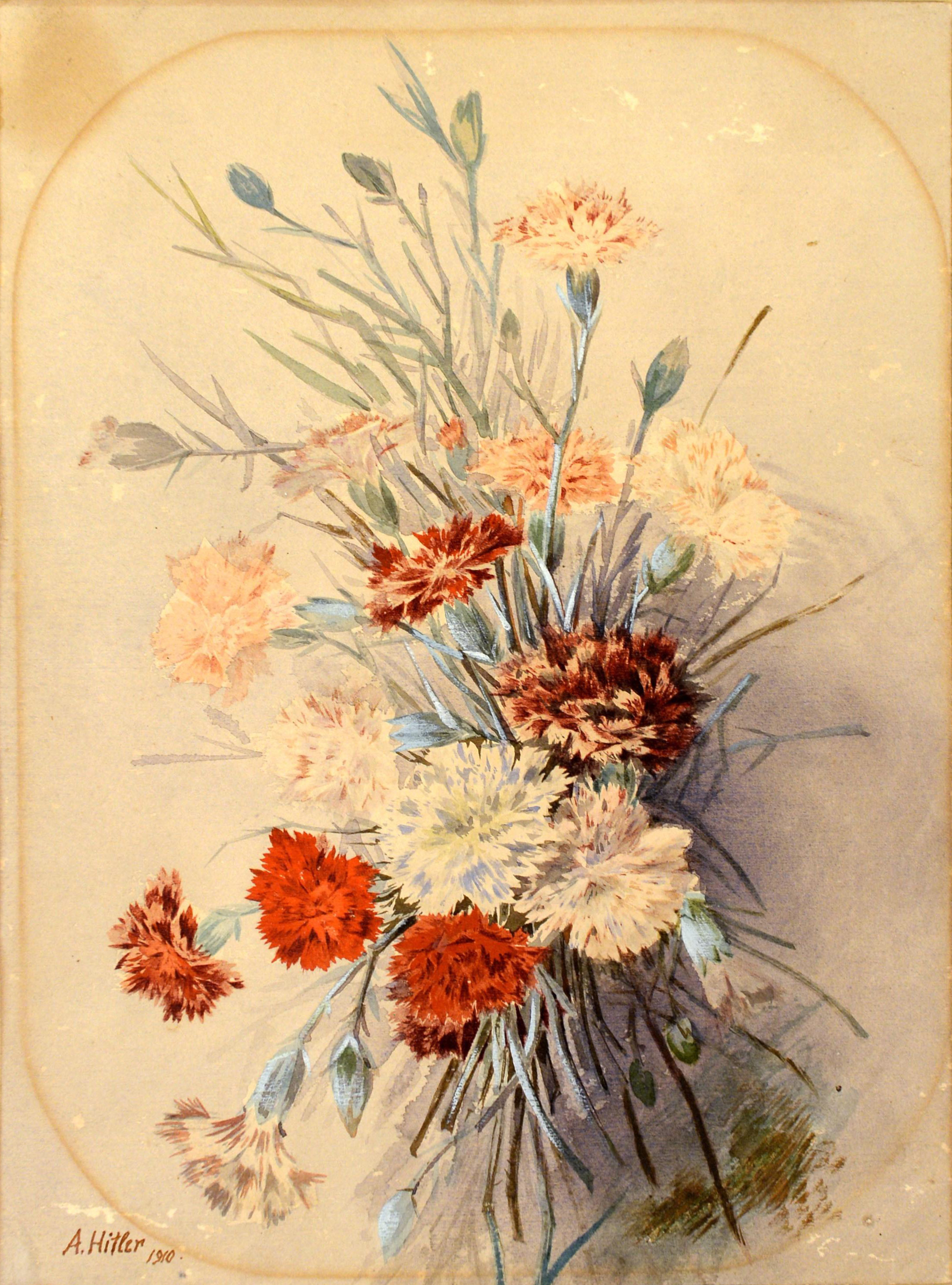
康乃馨花束, 1910
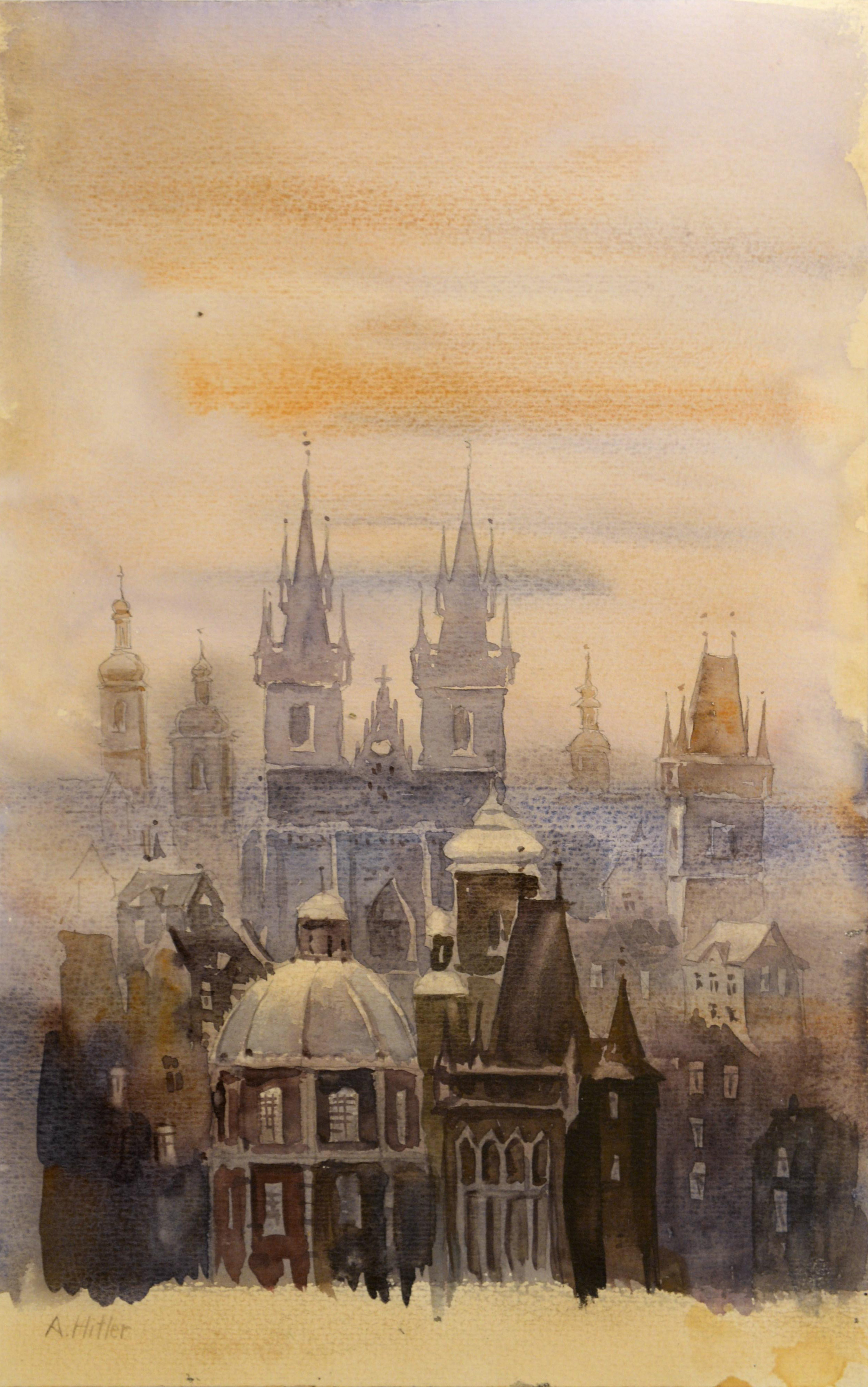
雾中布拉格
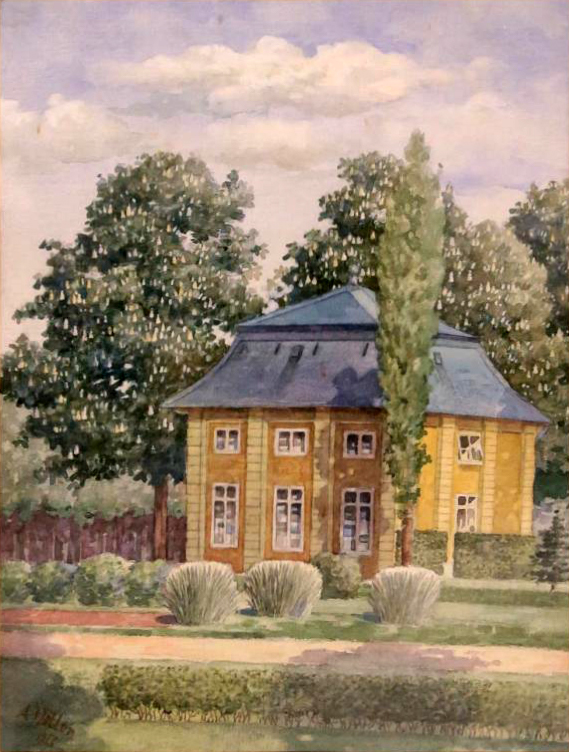
House of Dr. Bloch, 1913
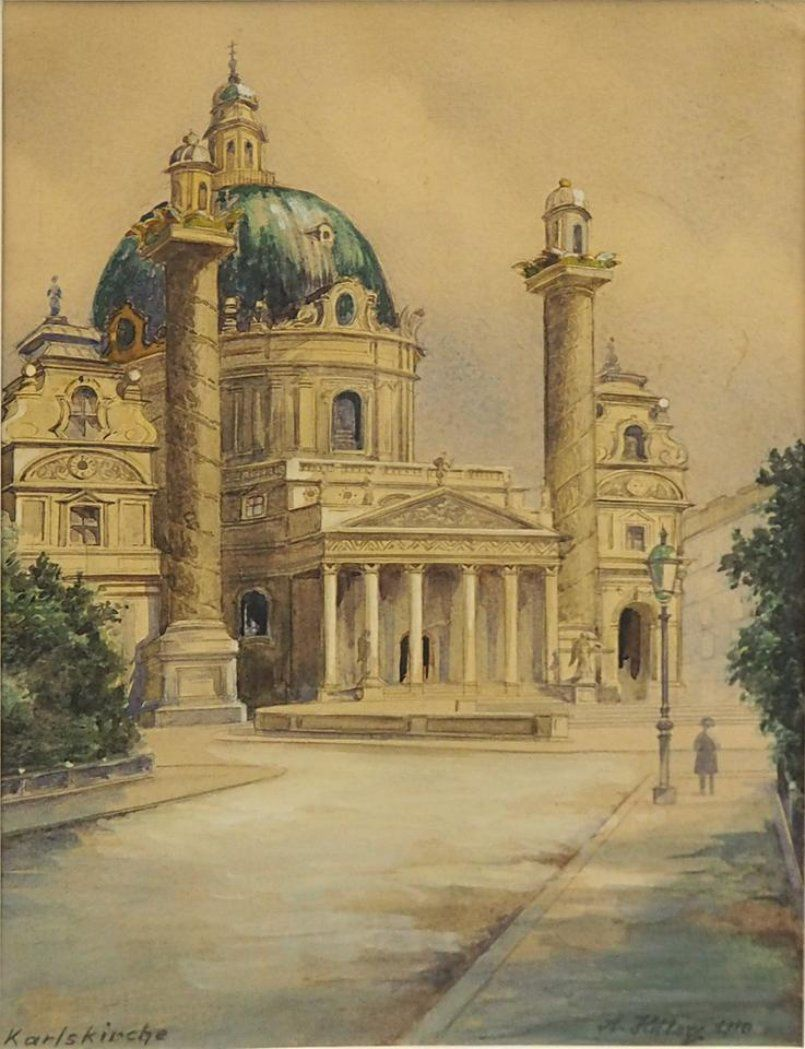
卡尔教堂, 1910
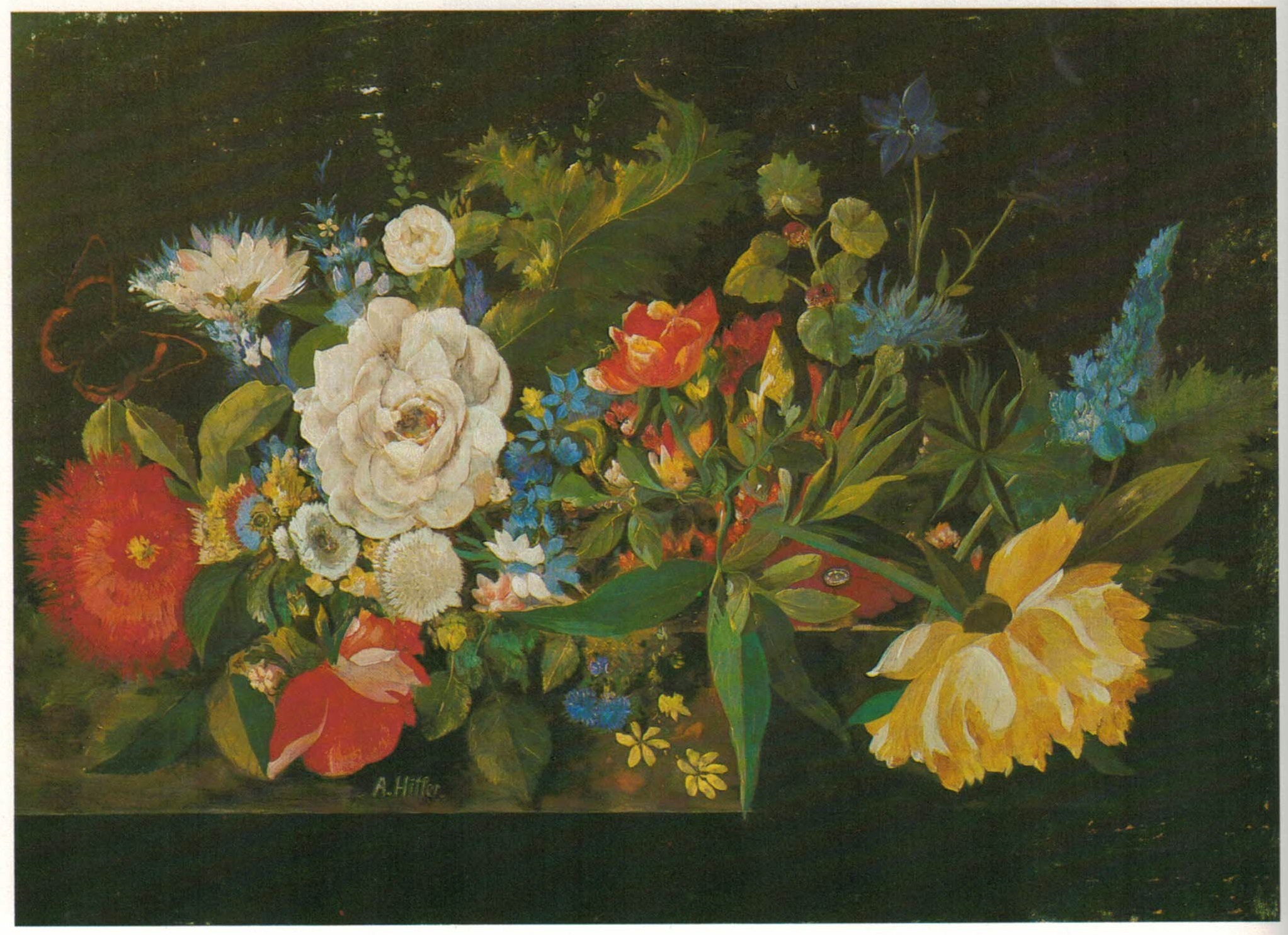
Blumen-Arrangement, 1909–1913
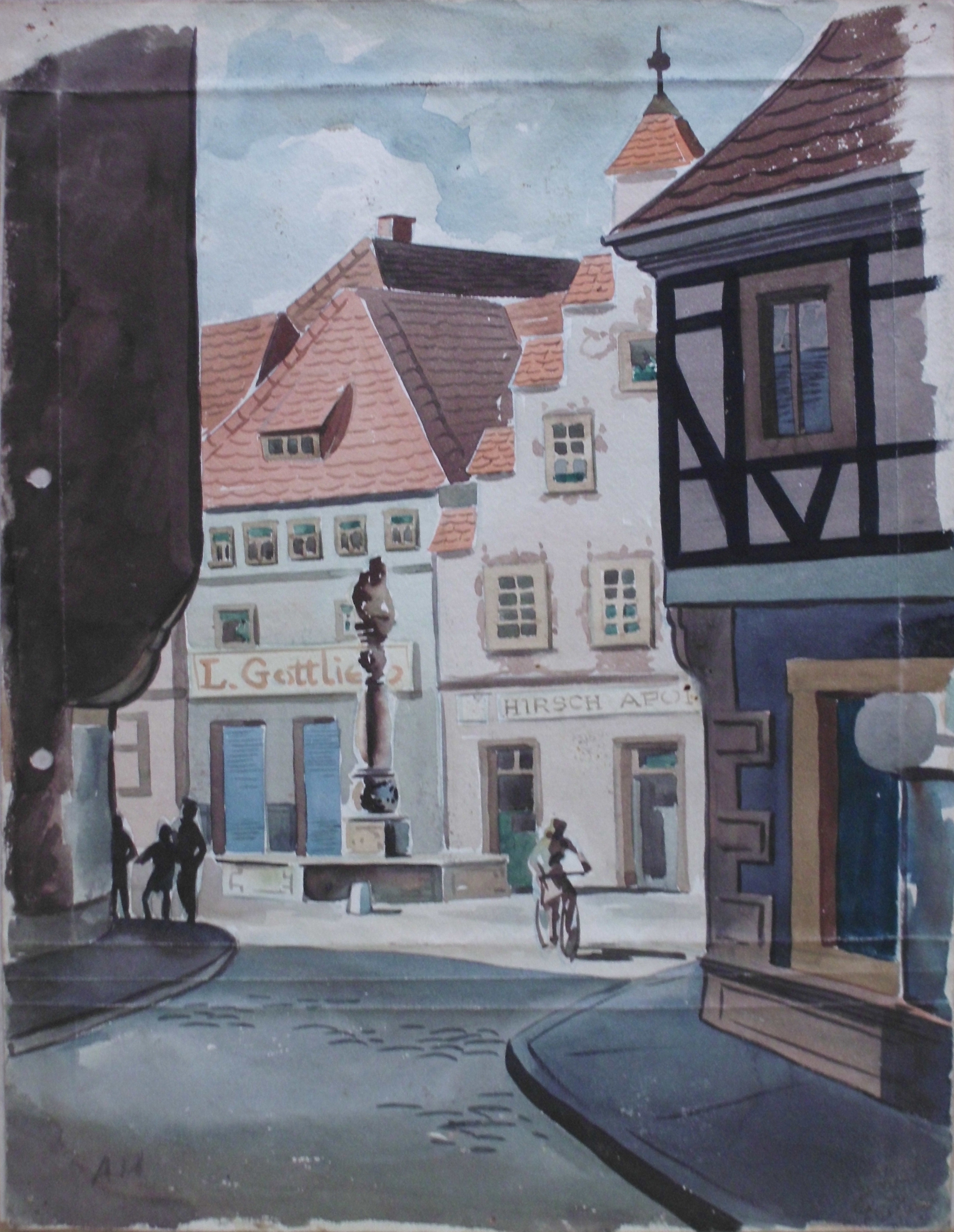
Town and a narrow street
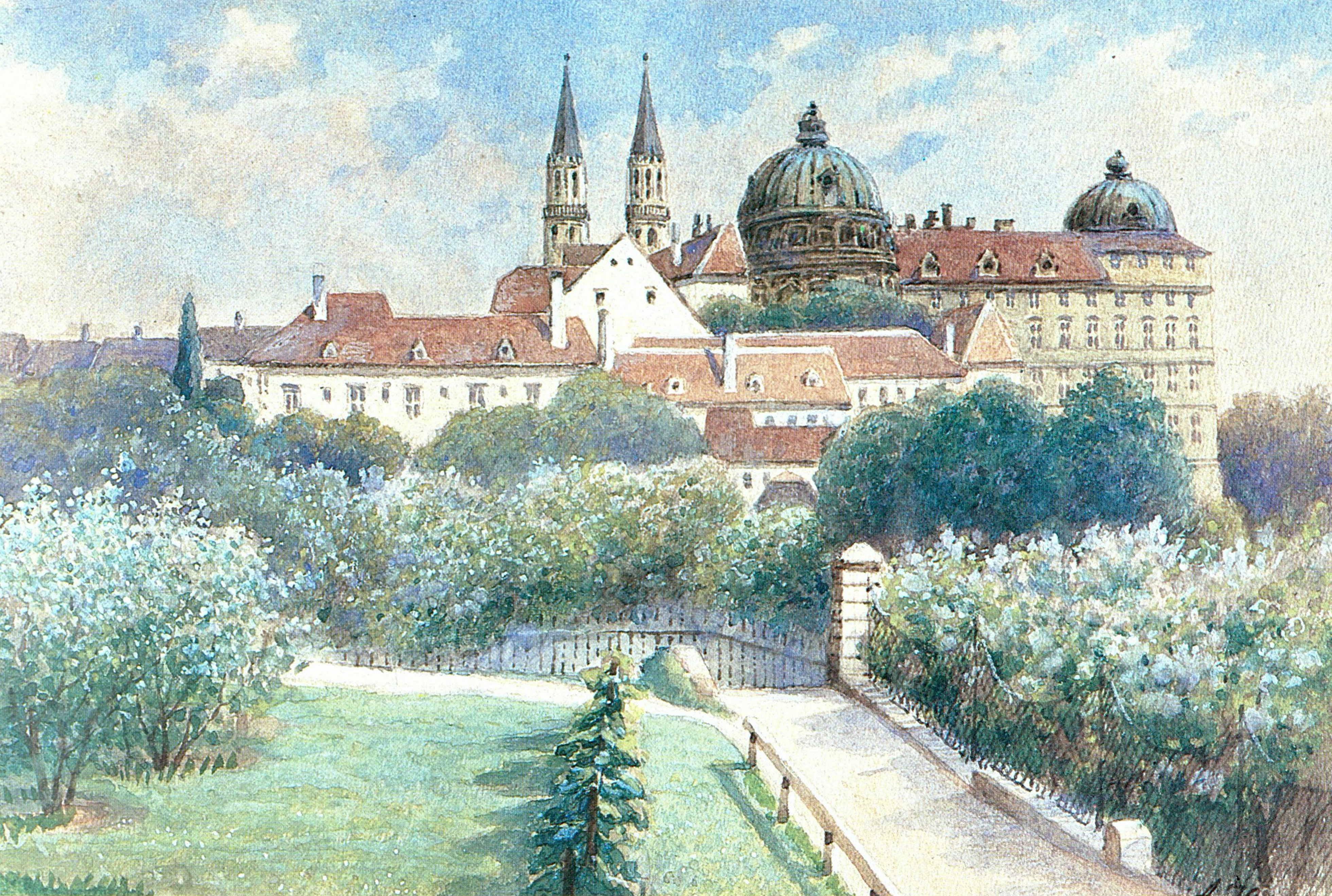
Klosterneuburg Monastery, 1911
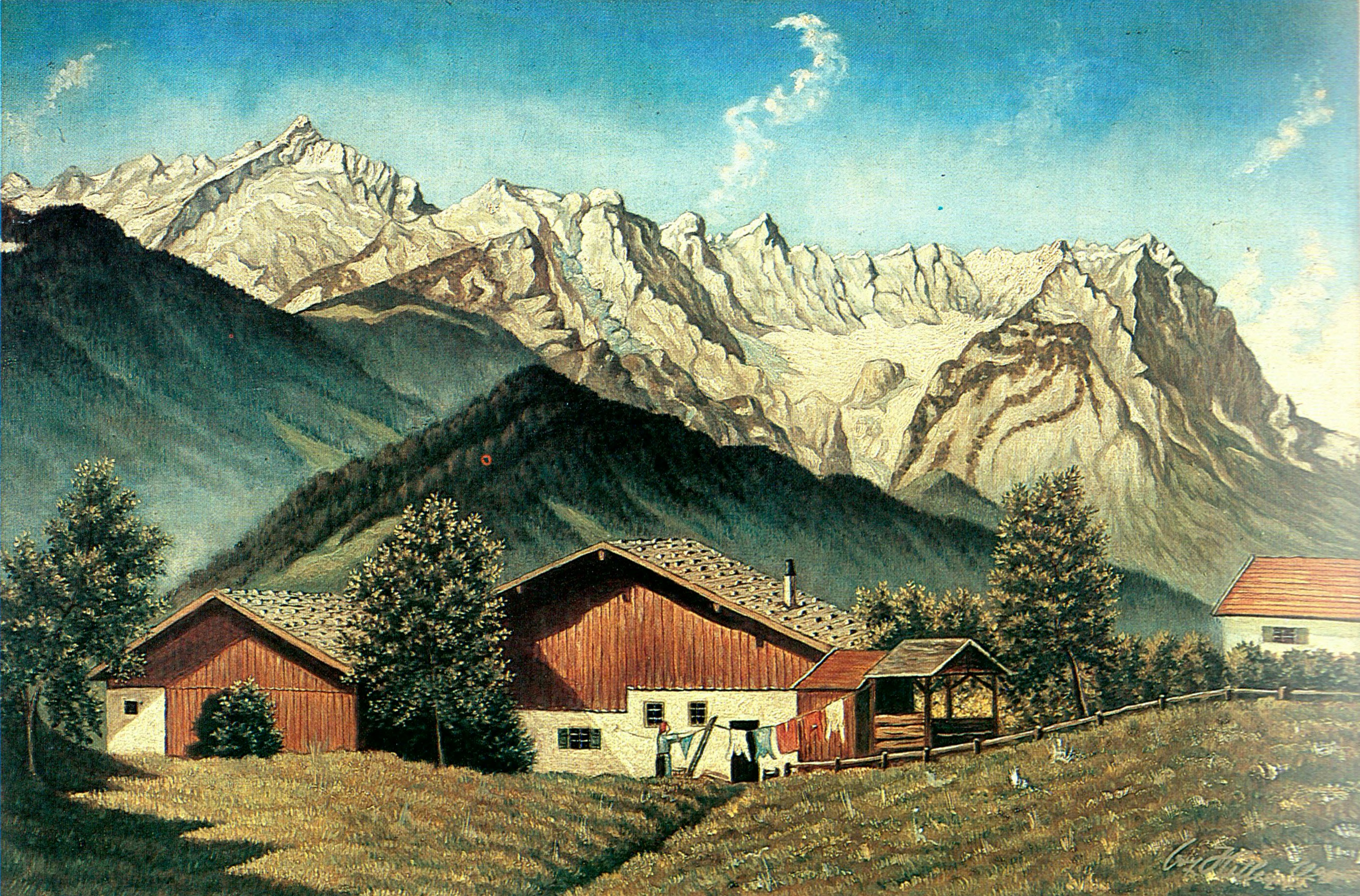
阿尔卑斯山的农院, 1926
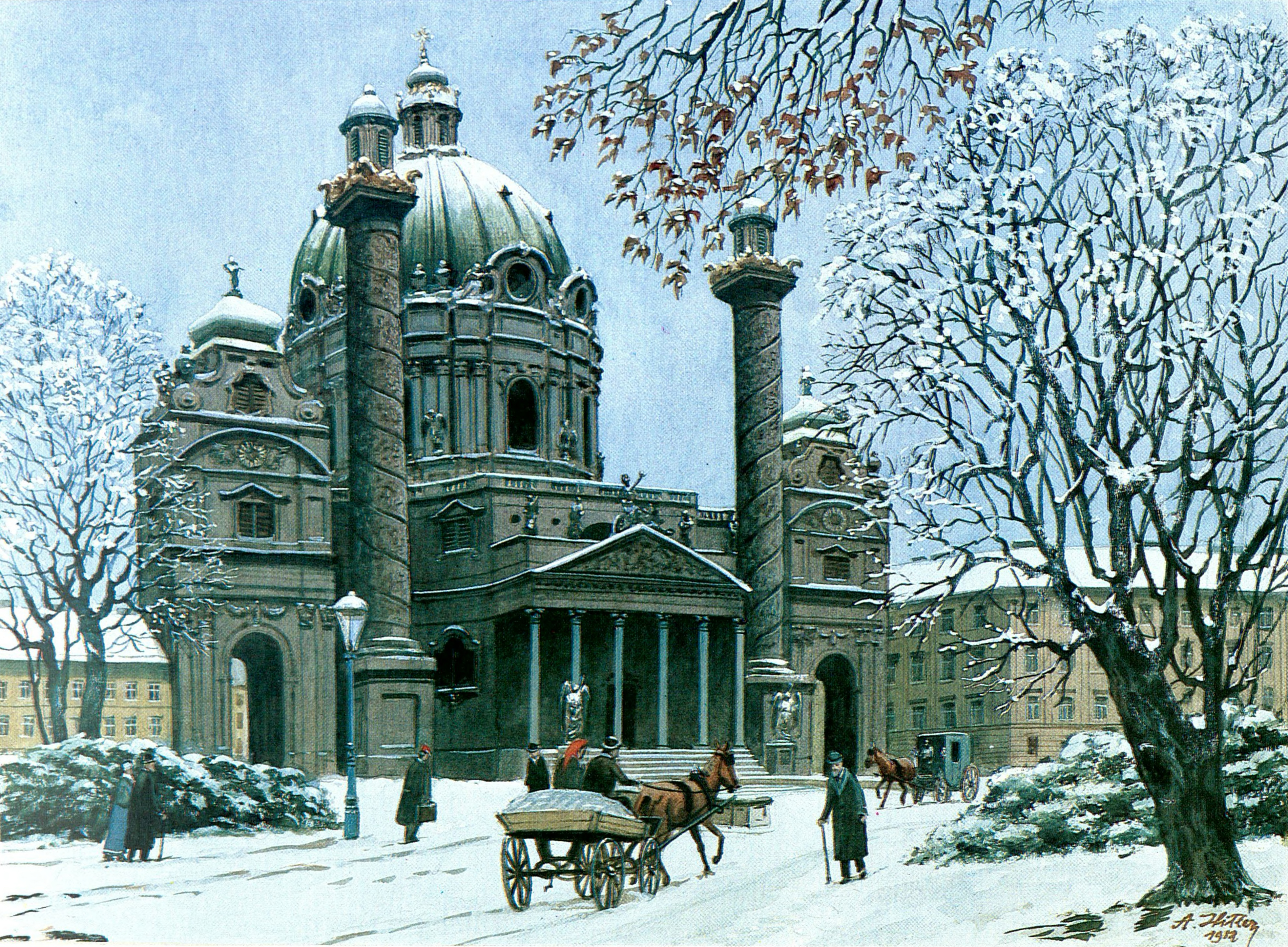
冬日的卡尔教堂 1912
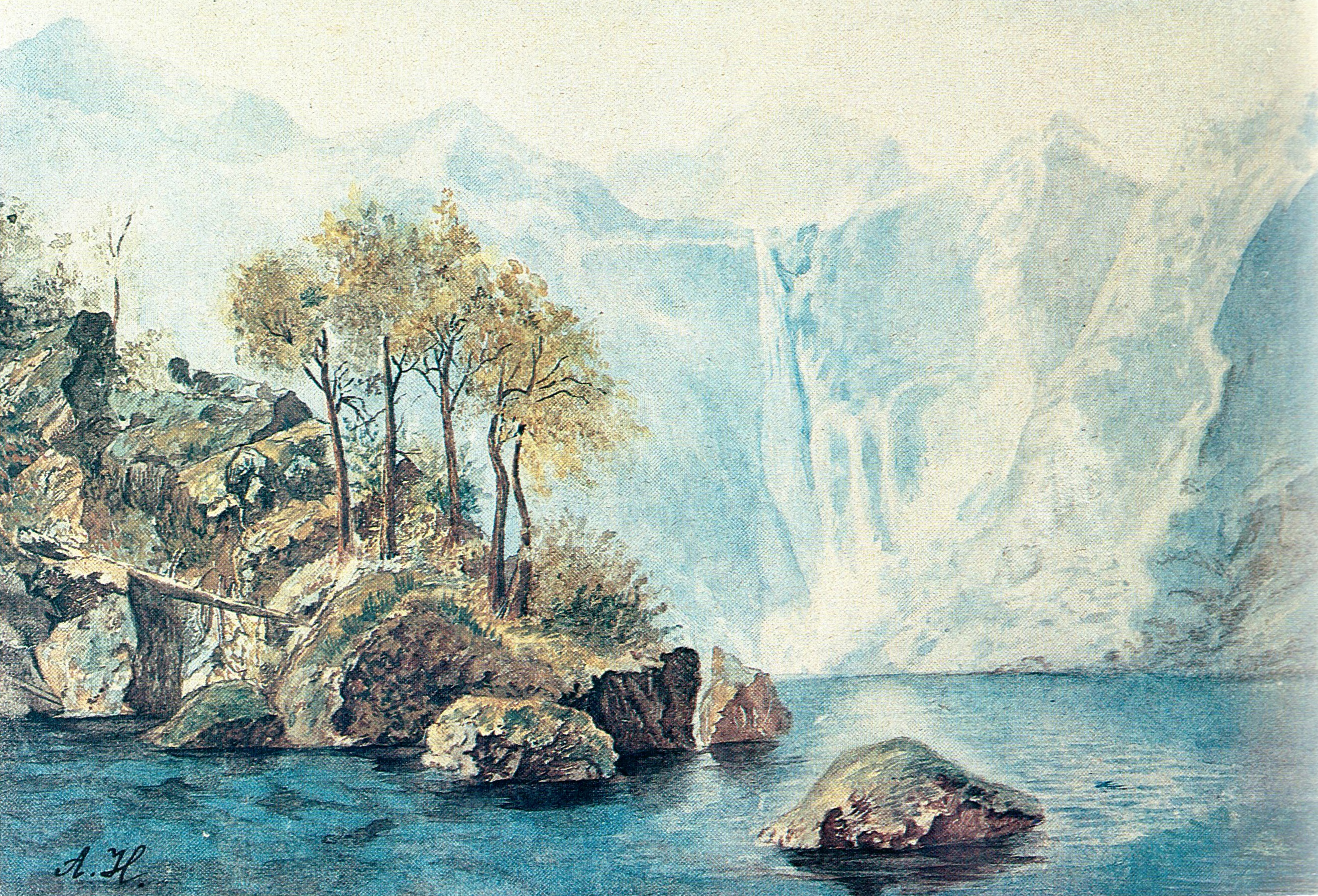
Gebirgssee, 1910
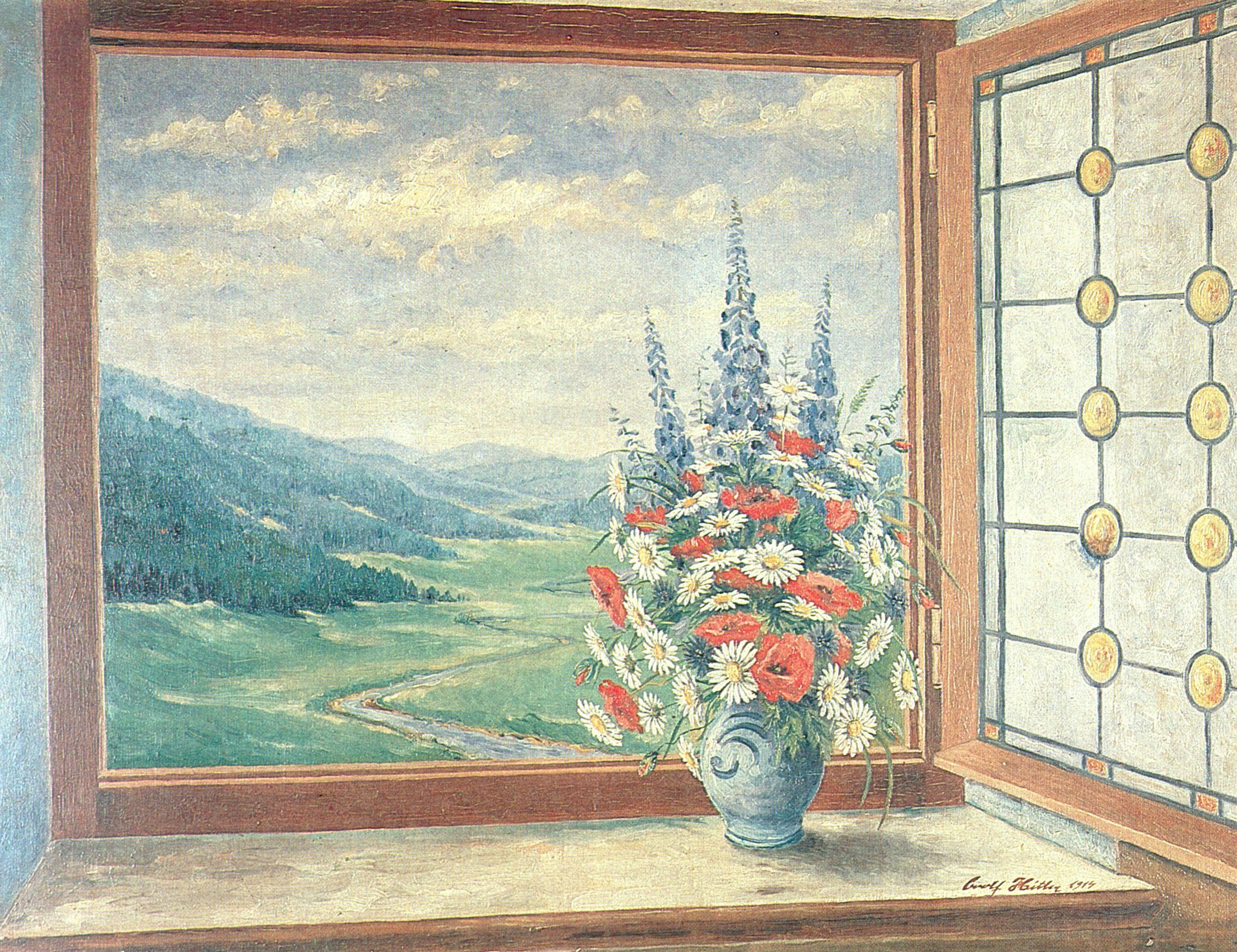
窗边的春日花束, 1914
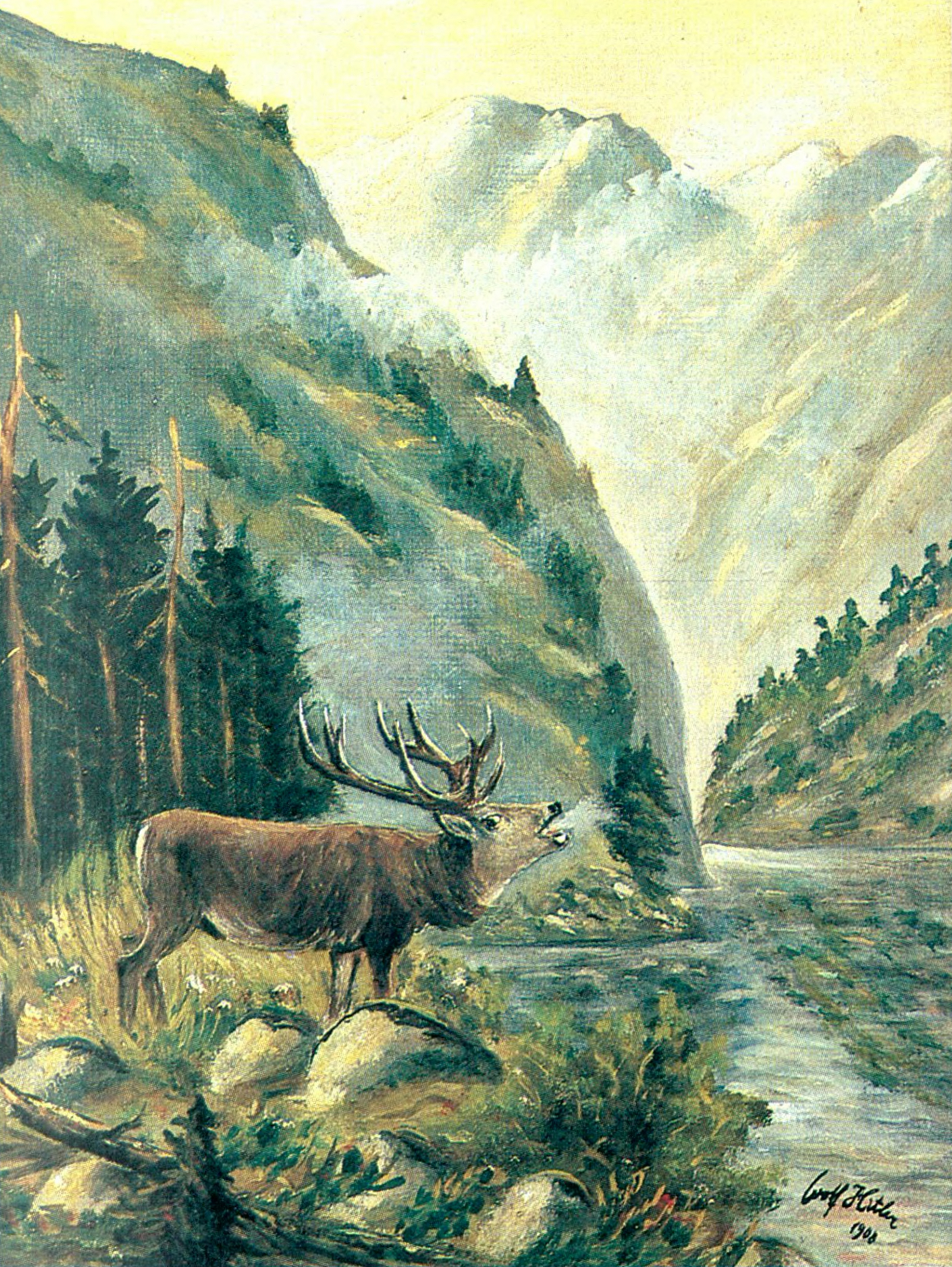
山中之湖的早晨, 1908
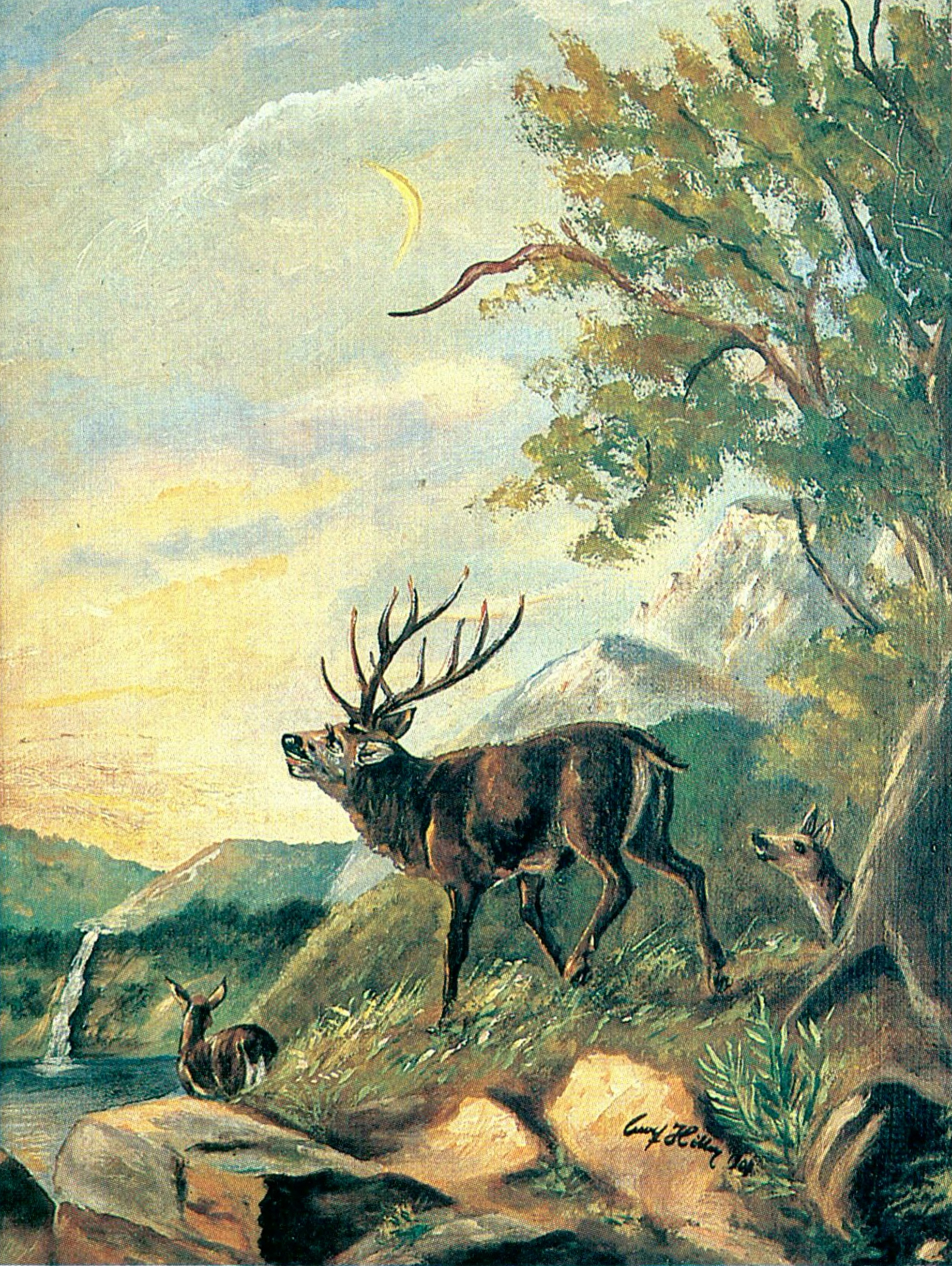
山中傍晚, 1908
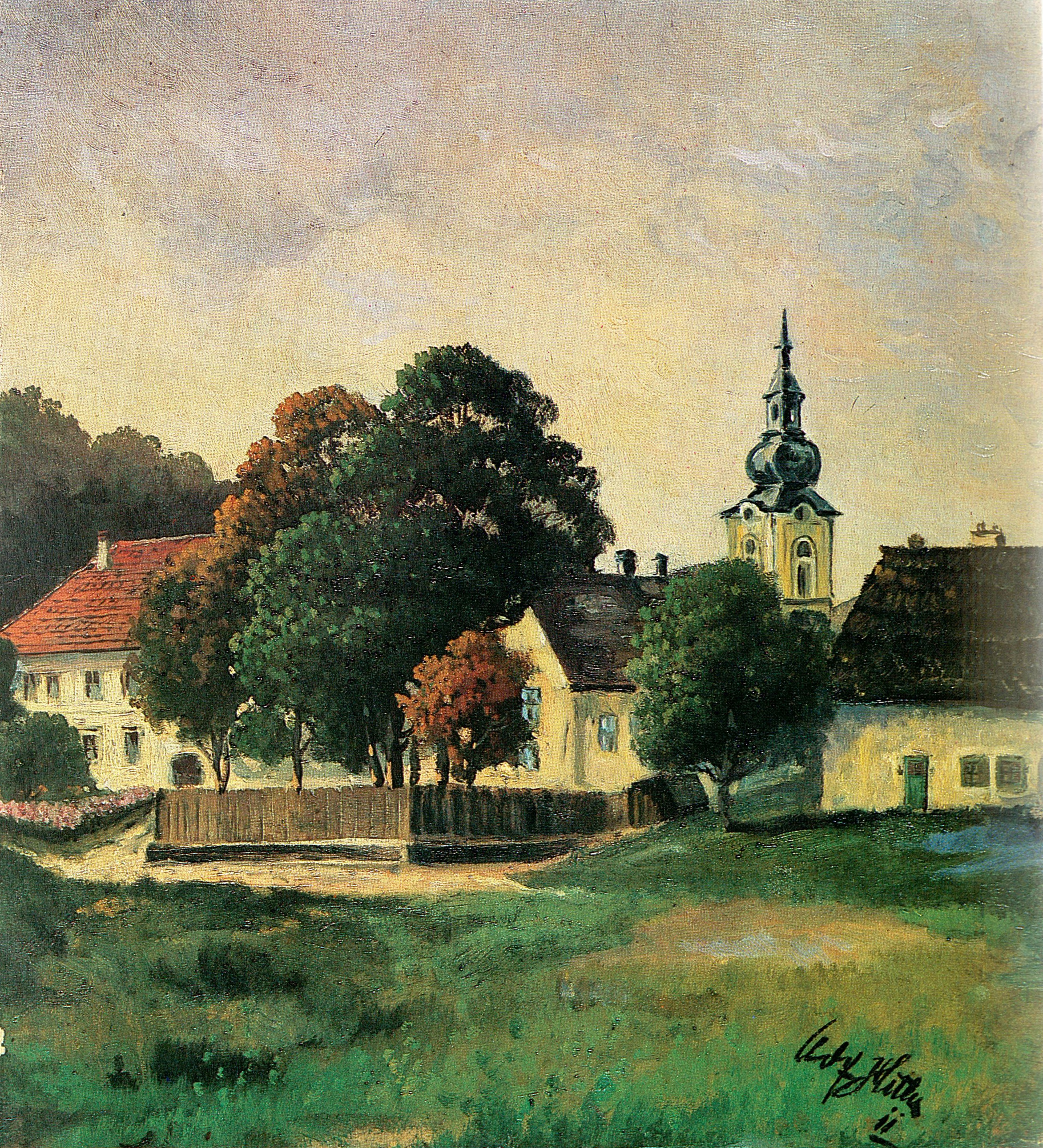
Leonding (Elternhaus Hitlers), oil on canvas, 1911
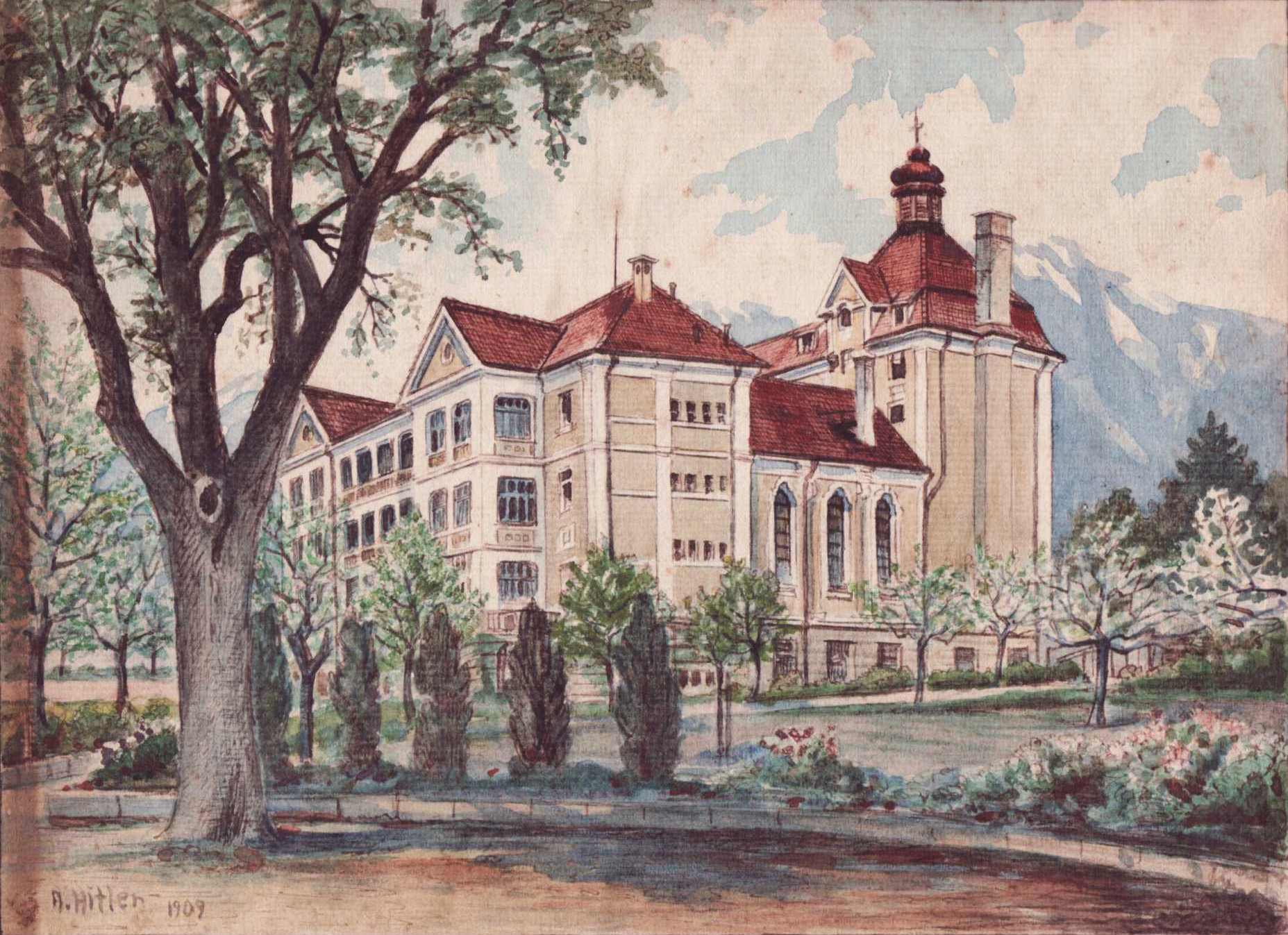
The Old Building in Stand of Trees, 1909
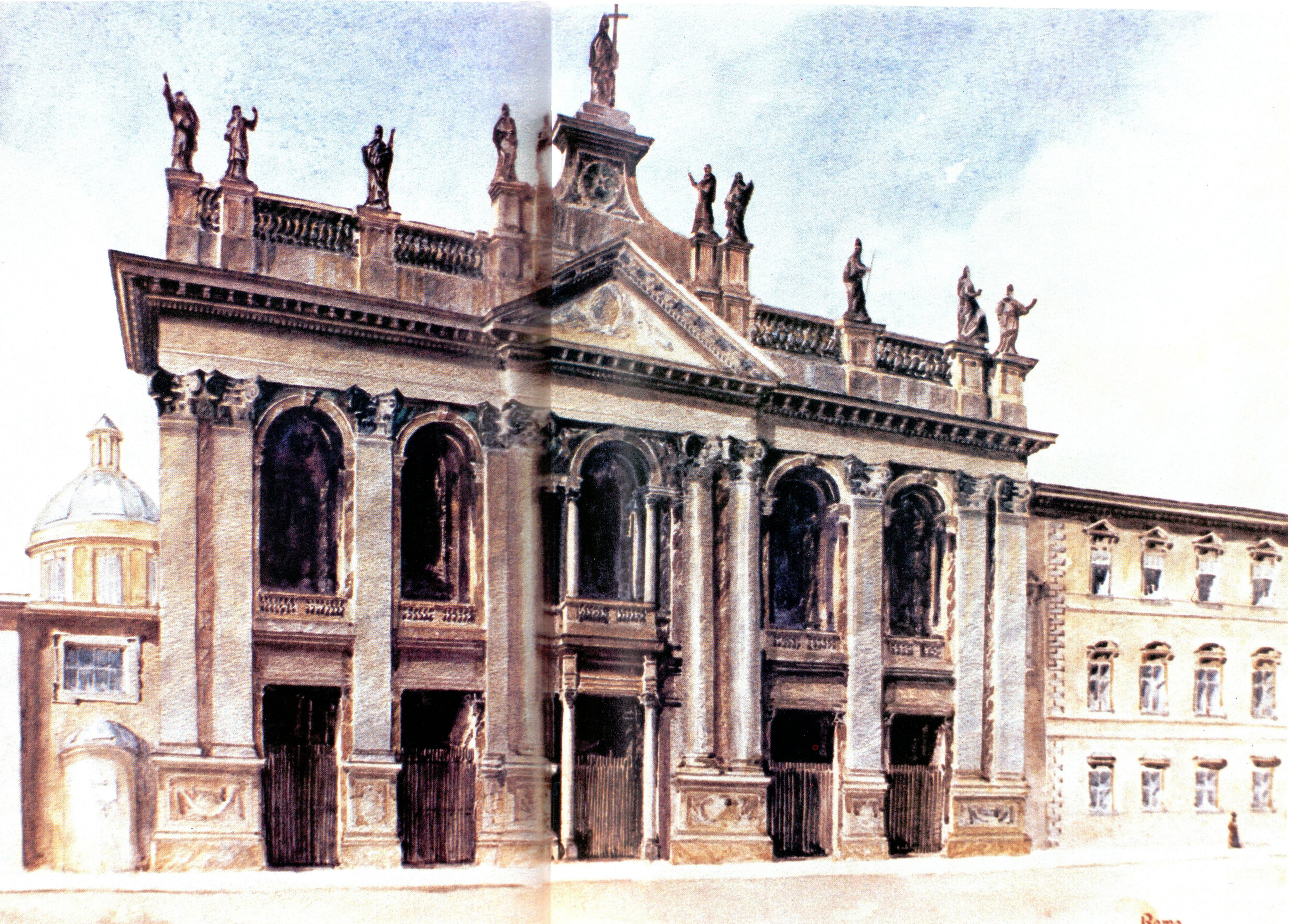
Roma. S. Giovanni in Laterano, 1910–1912 (Archbasilica of Saint John Lateran)
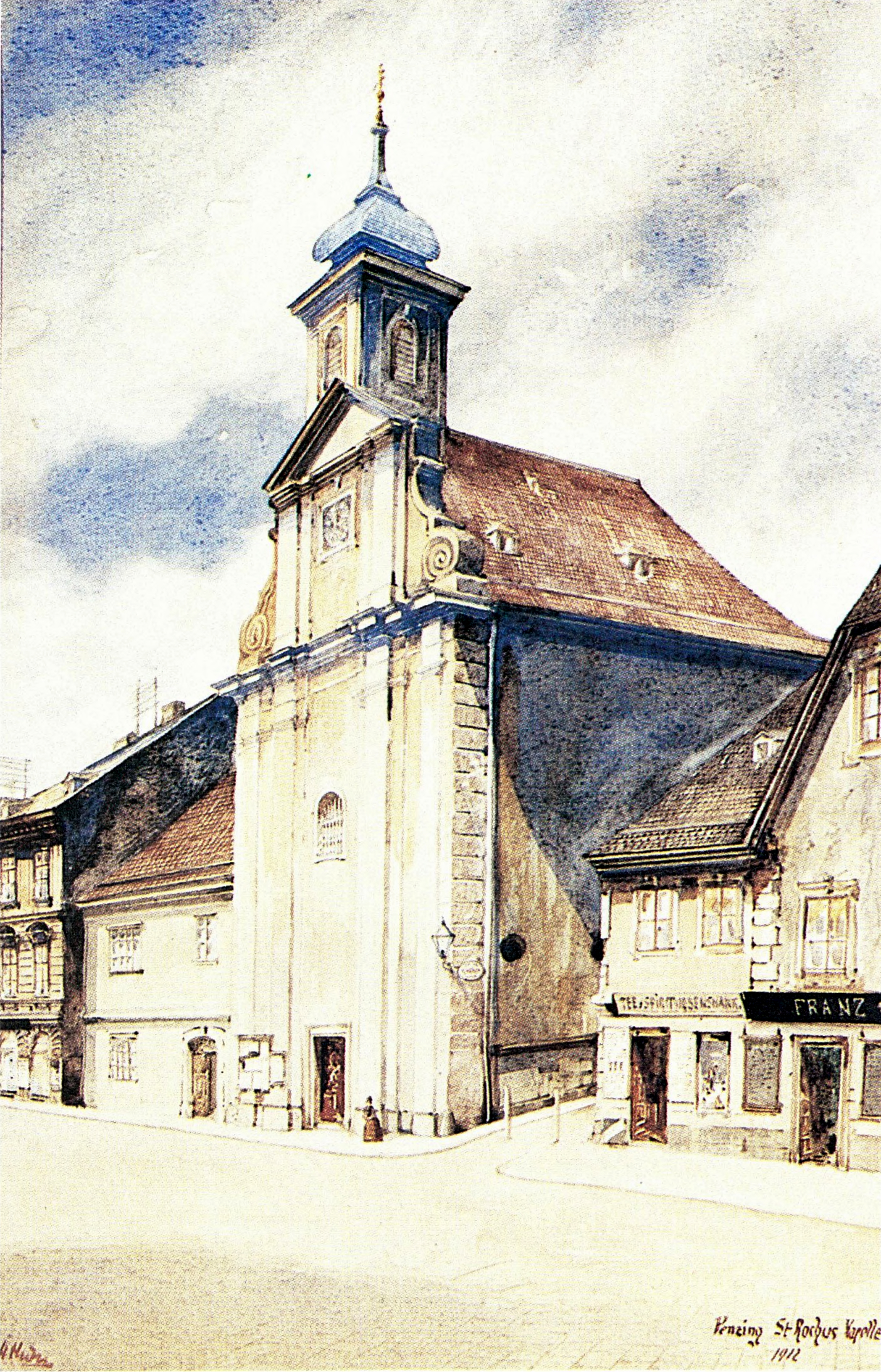
Penzing - St. Rochus Kapelle, 1912
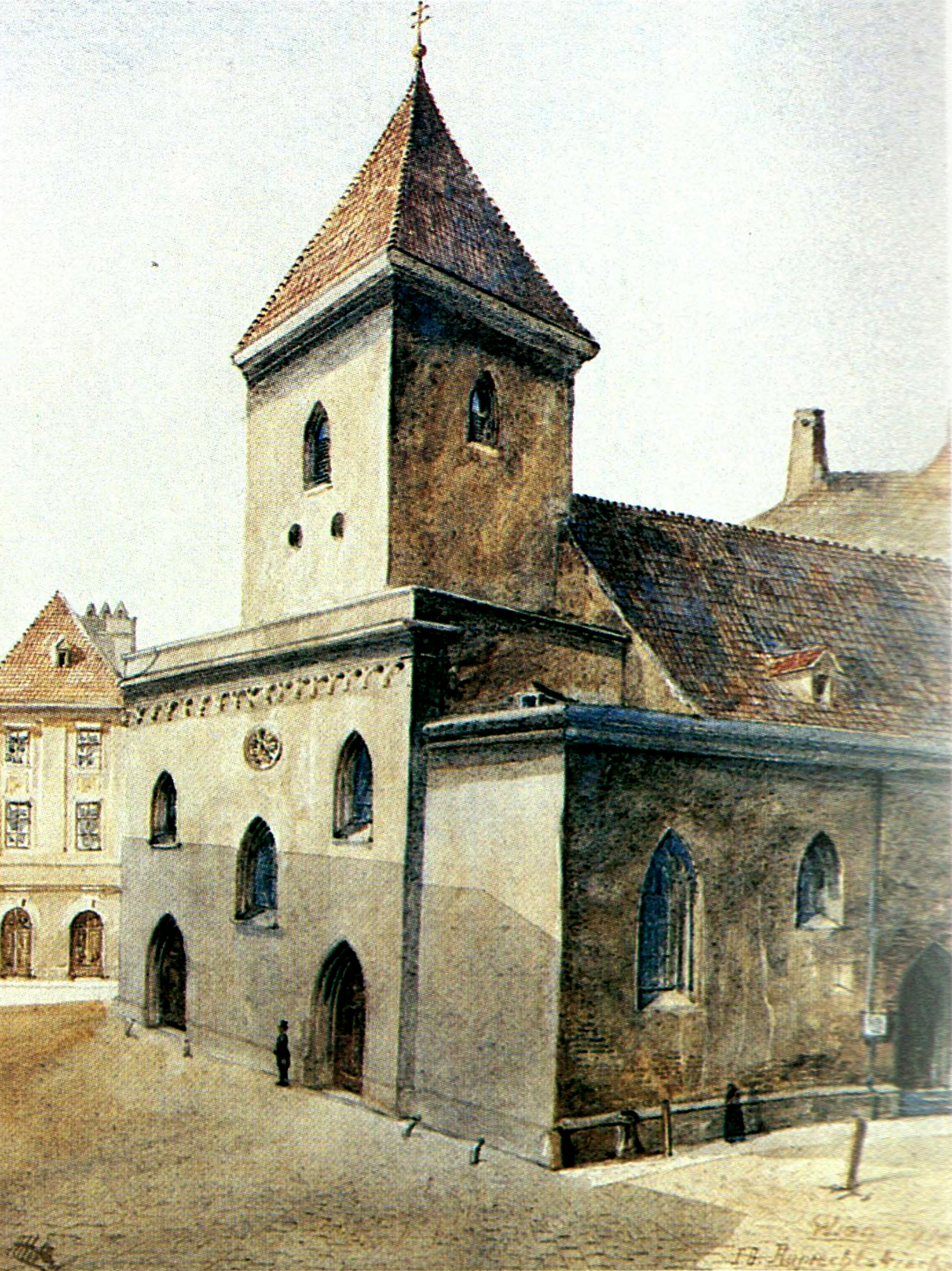
鲁普雷希特教堂, 1912
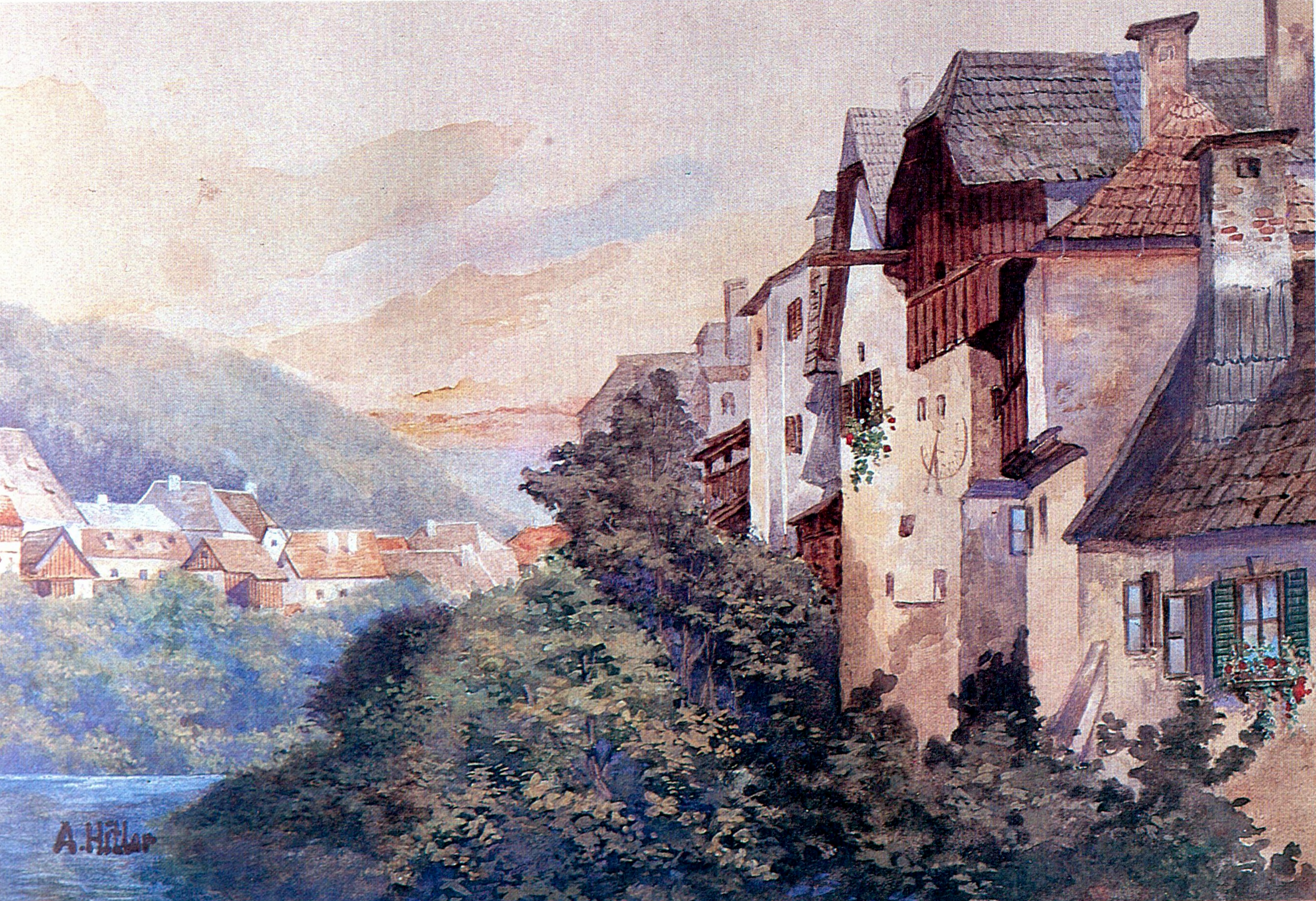
陡坡村庄, 1909–1910
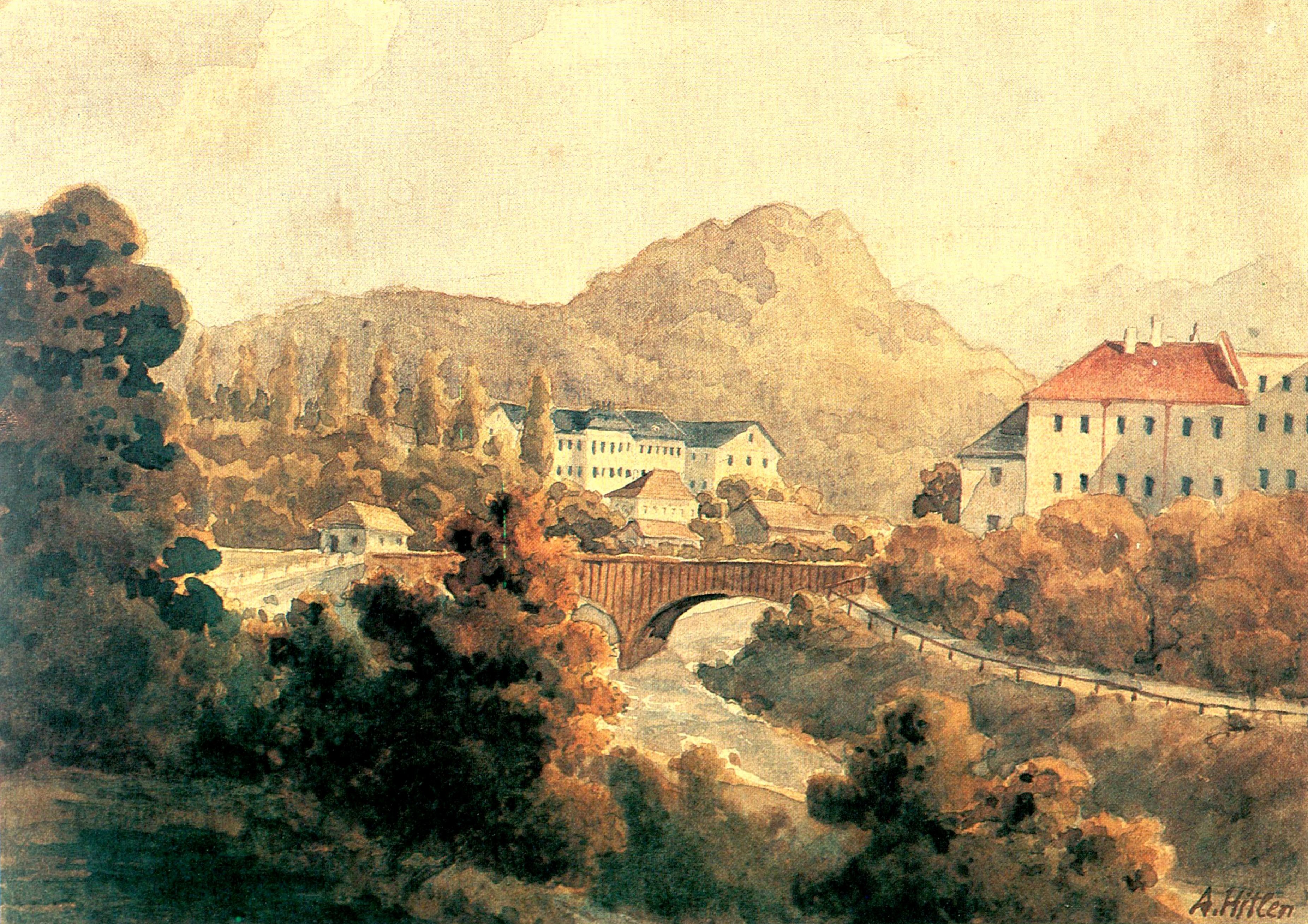
萨尔茨堡农村（带有房屋、河流和桥）的地平线, 1909
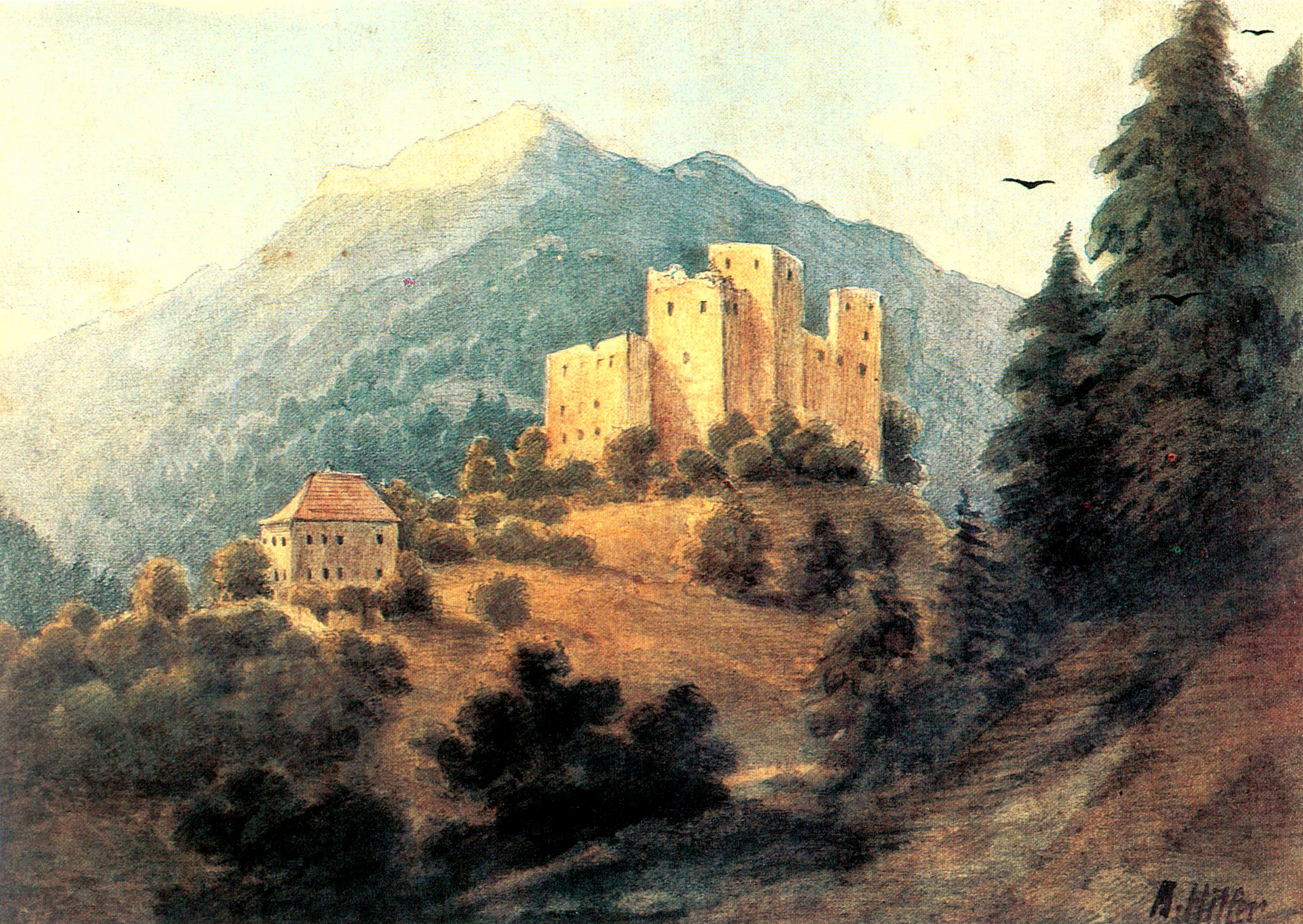
高堡, 1909
Farewell to the Huntsman, oil on canvas, 1914

## 延伸閱讀
- Bennardo, Francesco. . Tralerighe. 2019. ISBN 9788832870749.
- Price, Billy F. . Stephen Cook. 1984. ISBN 978-0-9612894-0-9.
- Price, Billy F. . Gallant Verlag. 1983. ISBN 978-3-277-00103-1.
- Spotts, Frederic. . The Overlook Press. 2004: 123–147. ISBN 1-58567-507-5.

## 外部連結
- 希特勒畫作 （页面存档备份，存于）——德國宣傳部存檔